# 510 f.Kr.
| 510 f.Kr.          |
| ------------------ |
| Dødsfald - Fødsler |
|                    |

## Begivenheder
- Den sidste athenske tyran Hippias bliver styrtet.
- Den sidste romerske konge bliver dræbt af Lucius Junius Brutus og den romerske republik bliver oprettet.

## Dødsfald
- Tarquinius II Superbus, romersk konge